# Vlag van Hälsingland
De vlag van Hälsingland kan verwijzen naar twee verschillende vlaggen.

## Vlag van het landschap Hälsingland
De vlag van het landschap Hälsingland is een rechthoekige banier van het wapen van deze Zweedse landschap. De vlag bestaat uit een zwart veld met een gouden bok met rode tenen.
Ten tijde van Gustaaf Wasa's gelijkheidsregering in 1560 was het wapen een tamme geit die op handen en voeten stond, maar het werd al snel omgevormd tot de huidige steenbok die op zijn achterpoten staat. De Hälsingebocken is een symbool geworden voor heel Hälsingland.

## Onofficiële streekvlag van Hälsingland
De onofficiële streekvlag van Hälsingland is ontworpen door Bisse Thofelt en wordt sinds 1992 gebruikt. In tegenstelling tot de Zweedse vlag heeft het gele kruis nog een rode omlijning. Blauw symboliseert de lucht, de bergen, de meren en de poëzie. De rode kleur symboliseert het hart, bloed en rode bosbessen. Geel symboliseert de zon en kruipbraammen.